# Ильин, Лев Александрович
Лев Алекса́ндрович Ильи́н (13 [25] июня 1879, Подоскляй, Тамбовская губерния — 11 декабря 1942, Ленинград) — русский и советский архитектор, градостроитель.

## Биография
Родился в селе Подоскляй Тамбовской губернии (ныне — Рассказовский район Тамбовской области) в семье морского офицера. Отец, Александр Александрович Ильин (1845—?), был юристом, увлекался искусством. По линии матери — Людмилы Ивановны Сатиной — Ильины были в дальнем родстве с Рахманиновыми.
В 1890 году, следуя семейной традиции, поступил учиться в Александровский кадетский корпус в Петербурге.
В 1897—1902 годах учился в Институте гражданских инженеров.
В 1903 году для продолжения обучения поступил в Высшее художественное училище Императорской Академии художеств (мастерская Л. Н. Бенуа). Начал работу в архитектурном ателье В. А. Косякова, затем работал самостоятельно.
С 1902—1903 годов вёл активную общественную деятельность, включившись в работу Общества гражданских инженеров и Петербургского Общества архитекторов-художников, с 1903 года начал публиковаться в специализированных журналах по архитектуре. В 1907 году стал членом Комиссии по изучению и описанию Старого Петербурга при Обществе архитекторов-художников (c 1909 года — Музея Старого Петербурга). В 1904—1917 годах был архитектором Ксенинского женского института, преподавал в 1905—1908 годах на Женских архитектурных курсах В. Ф. Романовой, затем с 1913 по 1919 г. — на Высших женских курсах архитектурных знаний Е. Ф. Багаевой.
В марте 1908 году создал проект перестройки Пантелеймоновского моста через р. Фонтанку. С этого времени работа Л. А. Ильина строится по принципу ансамблевого подхода к строительству в центре города.
Участвовал в VIII Международном конгрессе архитекторов (1908 г., Вена), IV съезде русских зодчих (1910 г., Санкт-Петербург) и в Международной архитектурно-строительной выставке (май — сентябрь 1908 г., Санкт-Петербург).
В 1912—1913 годах спроектировал и построил собственный дом на Песочной набережной, отталкиваясь от образца ампирной русской усадьбы.
Имел награды: орден Святого Станислава 3-й степени (1909).
Вместе с В. Я. Курбатовым Лев Александрович в 1918 году был одним из организаторов Музея Города, его директором (в 1918—1928 гг.) и заведующим отдела архитектуры и городского строительства в нём (1918—1919 гг.). Этапами в деятельности музея стали организация экспозиций «Музея старого Петербурга» и 17 залов Архитектурного отдела в Аничковом дворце (1922 г.), затем — знаменитой выставки «За пять лет» (1922 г.). Председатель Совета общества «Старый Петербург» (создано в 1921 году), по инициативе которого в 1923 году в Петрограде был создан Музей отживающего культа, обеспечивший принятие на хранение ценностей из закрываемых в городе церквей. 14 июля 1928 г. Л. А. Ильин и ещё более 20 сотрудников Музея города после продолжительной травли в ленинградских газетах и специальной проверки комиссией РКИ Ленгубсовета были уволены из музея как «классово чуждые элементы». Это не помешало Льву Александровичу реализоваться на другом поприще. По инициативе Л. А. Ильина в Музее города была создана Комиссия по перепланировке Петрограда (1923—1924 гг.), реорганизованная в Бюро по перепланировке Ленинграда (1924—1925 гг.), перешедшее в систему государственного управления при создании подотдела благоустройства отдела коммунального хозяйства Петроградского губисполкома (декабрь 1925 г.) в качестве отделения по планировке города. Это градостроительное подразделение последовательно прошло стадии отделения (1925—1928 гг.), подотдела (1928—1931 гг.), отдела планировки (1931—1934 гг.), архитектурно-планировочного отдела исполкома Ленгорсовета (1934—1940 гг.) и, наконец — Архитектурно-планировочного управления Ленгорисполкома (с 1940 г.). Везде вплоть до 1938 года руководителем этих организаций был А. Ф. Шаров, а его заместителем по архитектурной части — Л. А. Ильин, который выполнял фактически (но не юридически) функции городского архитектора.
По оценке А. Г. Вайтенса, три важнейших градостроительных документа, разработанных под руководством Л. А. Ильина — Схема районирования (1927), Зональный план города (1929) и Эскизный проект планировки Ленинграда (1933) — были объединены преемственностью и основывались на принципе «урегулирования» и глубоких научных предпроектных исследованиях, что позволило создать устойчивую программу градостроительного развития Ленинграда на много лет вперед.
Одной из важнейших заслуг Л. А. Ильина является его руководство разработкой генерального плана развития Ленинграда 1935 года, который затем служил основой для всех последующих генеральных планов. Для подготовки генплана были сконцентрированы усилия не только градостроителей и архитекторов под руководством Л. А. Ильина: с ними взаимодействовали партийные и хозяйственные и руководители области и города, в первую очередь в Архплане и Горплане (Плановой комиссии), в специально сформированной комиссии крупнейших ленинградских ученых, экономистов, географов из институтов Академии наук, специалистов многих наркоматов. В 1934 году совместными усилиями был разработан Эскизный проект планировки г. Ленинграда. Идеи этого генплана предопределили основные идеи последующих Генеральных планов Ленинграда — 1966 года, и в особенности Генерального плана Ленинграда и Ленинградской области 1987 года. Эскизный проект прошёл все согласования в Ленинграде и наркоматах и был отправлен в Москву на рассмотрение и утверждение в высших государственных и партийных органах власти. Но на совместном заседании Политбюро и Совета Народных комиссаров 10 августа 1935 г. проект был подвергнут сокрушительной критике и отвергнут. Одновременно было выдвинуто требование разработать новый проект Генплана с учётом замечаний, и вместе с Генеральным планом представить и Правила застройки в срок до 1 ноября 1935 года. Несмотря на невероятно жёсткий срок, требуемый пакет документов, включавший комплект чертежей, пояснительных записок и Правил, известный сейчас как «Генплан Л. А. Ильина», был разработан и официально сдан на согласование 25 октября 1935 года. Главными разработчиками были Л. А. Ильин, А. Ф. Шаров, В. А. Витман, М. Ф. Мюллер, О. А. Логинова, М. П. Лохманова и другие. На это раз Генплан был одобрен и уже 4 декабря 1935 г. утверждён в Ленинграде как Схема планировки г. Ленинграда.
В 1930—1936 гг. Л. А. Ильин работал над проектом планировки Баку, а также Петрозаводска, Иванова, Ярославля и др. городов.
В 1938 году Л. А. Ильин был отстранён от работы, ошельмован в печати и на партийных собраниях.
Член-корреспондент Академии архитектуры СССР (1941). Профессор (1941). Архитектор Гипрогора.
После начала войны, в июле-ноябре 1941 года оставался в блокадном городе, работал над книгой «Прогулки по Ленинграду». 11 декабря 1942 года погиб на улице во время бомбардировки Ленинграда немецкой авиацией. Похоронен на Литераторских мостках Волковского кладбища в Санкт-Петербурге.

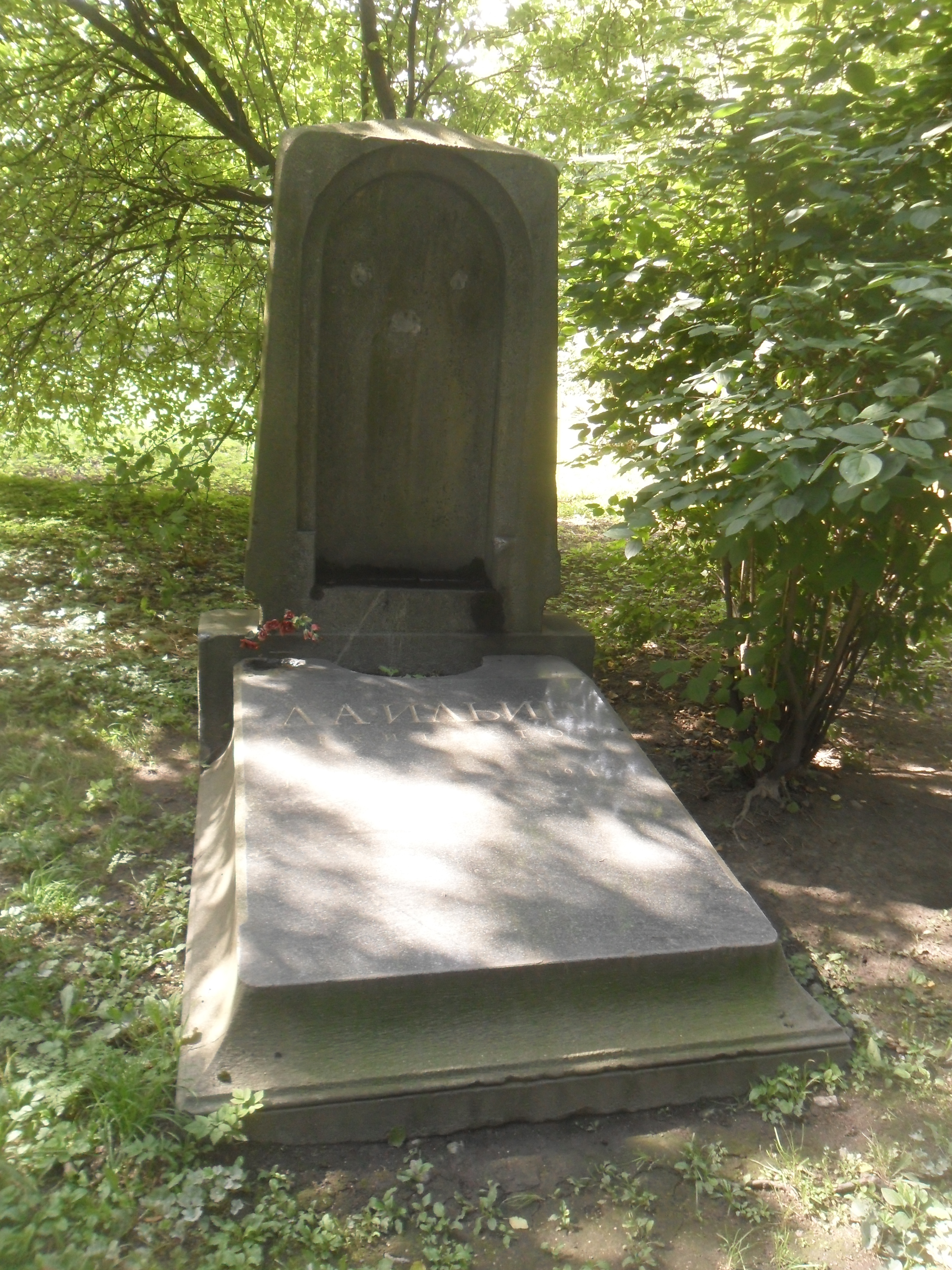
Могила Ильина на Литераторских мостках в Санкт-Петербурге.

## Семья
- первая жена — Марианна Яралова[9]
- вторая жена — Полина Владимировна Ковальская (1892 — 6 февраля 1940), художник, архитектор, искусствовед.

О детях сведений нет.
Внучатый племянник — Юрий Владимирович Ильин, архитектор.

## Проекты

### Ленинград
- Больница Петра Великого (1907—1916 гг.; совместно с А. И. Клейном и А. В. Розенбергом)
- Пропилеи Смольного (1922—1923 гг.; конкурс);
- Стрелка Елагина острова (осуществлено);
- Дом Советов (1936 г.; конкурс);
- Общегородской центр Ленинграда — площадь у Дома Советов (1939—1940 гг.; соавтор; конкурс).
- Дом жилой на Московском просп., д. 79

### Другие города. Проекты и постройки
- Сталинабад — планировка (1931—1938 гг.; руководитель; соавторы: Н. В. Баранов и В. А. Гайкович)
- Ярославль — планировка (1935—1938 гг.; руководитель; соавторы: Н. Баранов и В. Гайкович; осуществлён частично)
- Баку — планировка (1936—1938 гг.; руководитель; соавторы: Н. Баранов и В. Гайкович)
- Дом специалистов в Баку (1935 г.)
- Нагорный парк в Баку (1936 г.; осуществлён)
- Памятник В. И. Ленину в Петрозаводске (скульптор М. Г. Манизер)
- Памятник С. М. Кирову в Баку
- Памятник С. М. Кирову в Петрозаводске (скульптор М. Манизер)
- Здание Военной школы императора Александра II в Петергофе (1914). На 2014 год является одним из корпусов Военно-морского института радиолектроники[11]

## Публикации Л. А. Ильина
- Архитектура СССР[уточнить]
- Архитектура Ленинграда[уточнить]

## Память
В 2020 году в рамках просветительского проекта «Сохраненная культура» в Санкт-Петербурге был снят документальный фильм-расследование «Архитектура блокады», посвященный маскировке Ленинграда в годы Великой Отечественной войны. Главными героями фильма стали ленинградские архитекторы, оставшиеся в городе во время блокады. Среди них — главный архитектор Ленинграда Николай Баранов, его заместитель Александр Наумов и руководитель Государственной инспекцией по охране памятников архитектуры в Ленинграде (ныне — КГИОП Санкт-Петербурга) Николай Белехов, а также теоретик и практик транспортной архитектуры Игорь Явейн, архитектор, художник, мастер художественного стекла Борис Смирнов, бывший главный архитектор Ленинграда, автор генерального плана развития города Лев Ильин и архитектор, художник Яков Рубанчик, руководившие во время блокады бригадами по обмеру зданий-памятников — решение об организации таких бригад принял в октябре 1941 года Ленгорисполком, чтобы при уничтожении или повреждении заданий в результате немецких бомбежек и артобстрелов их впоследствии можно было восстановить.
Автором идеи и продюсером проекта выступил внук архитектора Александра Наумова, петербургский юрист и ученый Виктор Наумов, режиссёр — Максим Якубсон. В съемках фильма приняли участие авторы и актёры спектакля «Гекатомба. Блокадный дневник». Этот спектакль, лауреат премии «Золотой софит», с 2018 года идет в петербургском театре «На Литейном» и создан по мотивам блокадных дневников Льва Ильина.
Премьера фильма состоялась в петербургском киноцентре «Дом кино» 27 января 2020 года — в День полного освобождения Ленинграда от фашистской блокады.